# Vóng Fej-hung
Vóng Fej-hung (hagyományos kínai: 黃飛鴻, egyszerűsített kínai: 黄飞鸿, jűtping: Wong Fei-hung; pinjin: Huáng Fēihóng, magyaros átírásban: Huang Fej-hung; 1847. július 9.–1924. március 25.) kínai harcművész és akupunktúrával foglalkozó orvos, aki nemzeti hőssé vált Kínában. Életét számos televíziós film és mozifilm örökítette meg. A hung csia (Hung Ga) stílus legismertebb gyakorlójának tartják. Ő fejlesztette ki az úgynevezett „árnyéktalan rúgás” (Shadowless Kick) technikáját, amiről úgy tartották, olyan gyors, hogy az ellenfél még a rúgás árnyékát sem látja.

## A művészetekben
Alakját számos film (összesen 109) megörökítette, a legismertebbek Jackie Chan főszereplésével készült Részeges karatemester (1978) című film, valamint Jet Li főszereplésével készült Kínai történet-sorozat.

## Fordítás
- Ez a szócikk részben vagy egészben  a   Wong Fei-hung című angol Wikipédia-szócikk fordításán alapul.  Az eredeti cikk szerkesztőit annak laptörténete sorolja fel. Ez a jelzés csupán a megfogalmazás eredetét és a szerzői jogokat jelzi, nem szolgál a cikkben szereplő információk forrásmegjelöléseként.